# Willian Machado
Willian Estefani Machado (Meleiro, 13 novembre 1996) è un calciatore brasiliano, difensore del Ceará.

## Caratteristiche tecniche
È un difensore centrale.

## Carriera
Cresciuto nel settore giovanile del Criciúma, ha iniziato la sua carriera nel 2017 con la maglia del Fluminense do Itaum nel Campeonato Catarinense Série B. L'anno successivo è stato acquistato dal Brasil de Pelotas con cui ha debuttato in Série B il 1º maggio nell'incontro vinto 1-0 contro il Figueirense.
Nel gennaio del 2019 è stato ceduto al Maringá e dopo sei mesi è passato al Foz do Iguaçu dove non è tuttavia mai sceso in campo. Ad inizio 2020 ha firmato con il Ferroviário-CE dove ha trascorso una stagione da titolare. Nel 2021 è passato al Botafogo-PB dove ha risputato 40 incontri fra Série C, Campionato Potiguar e Copa do Nordeste.
Nel 2022 è stato acquistato dall'Operário-MS dove ha disputato da titolare inamovibile tre annate disputando complessivamente 103 incontri conditi da 4 reti. Il 6 dicembre 2024 ha firmato un contratto di due anni con il Ceará, club neopromosso in Série A.

## Statistiche

### Presenze e reti nei club
Statistiche aggiornate al 22 aprile 2025.
| Stagione             | Squadra              | Campionato           | Campionato | Campionato | Coppe nazionali | Coppe nazionali | Coppe nazionali | Coppe continentali | Coppe continentali | Coppe continentali | Altre coppe | Altre coppe | Altre coppe | Totale | Totale | Totale |
| Stagione             | Squadra              | Comp                 | Pres       | Reti       | Comp            | Pres            | Reti            | Comp               | Pres               | Reti               | Comp        | Pres        | Reti        | Pres   | Reti   |        |
| -------------------- | -------------------- | -------------------- | ---------- | ---------- | --------------- | --------------- | --------------- | ------------------ | ------------------ | ------------------ | ----------- | ----------- | ----------- | ------ | ------ | ------ |
| 2017                 | Fluminense do Itaum  | B/SC                 | 13         | 5          | -               | -               | -               | -                  | -                  | -                  | -           | -           | -           | 13     | 5      |        |
| 2018                 | Brasil de Pelotas    | PD/RS+B              | 0+6        | 0          | CB              | 0               | 0               | -                  | -                  | -                  | -           | -           | -           | 6      | 0      |        |
| gen.lug. 2019        | Maringá              | A1/PR+C              | 6+1        | 0          | CB              | 0               | 0               | -                  | -                  | -                  | -           | -           | -           | 7      | 0      |        |
| 2020                 | Ferroviário-CE       | PD/CE+C              | 14+15      | 1+0        | CB              | 0               | 0               | -                  | -                  | -                  | -           | -           | -           | 29     | 1      |        |
| 2021                 | Botafogo-PB          | PD/PB+C              | 8+23       | 1+2        | CB              | 0               | 0               | -                  | -                  | -                  | CdN         | 9           | 2           | 40     | 5      |        |
| 2022                 | Operário-PR          | A1/PR+B              | 7+10       | 0+1        | CB              | 1               | 0               | -                  | -                  | -                  | -           | -           | -           | 18     | 1      |        |
| 2023                 | Operário-PR          | A1/PR+C              | 12+23      | 1+0        | CB              | 1               | 0               | -                  | -                  | -                  | -           | -           | -           | 36     | 1      |        |
| 2024                 | Operário-PR          | A1/PR+B              | 10+35      | 0+2        | CB              | 4               | 0               | -                  | -                  | -                  | -           | -           | -           | 49     | 2      |        |
| Totale Operário (PB) | Totale Operário (PB) | Totale Operário (PB) | 97         | 4          |                 | 6               | 0               |                    | -                  | -                  |             | -           | -           | 103    | 4      |        |
| 2025                 | Ceará                | PD/CE+A              | 6+5        | 0          | CB              | 1               | 0               | -                  | -                  | -                  | CdN         | 3           | 0           | 15     | 0      |        |
| Totale carriera      | Totale carriera      | Totale carriera      | 194        | 13         |                 | 7               | 0               |                    | -                  | -                  |             | 12          | 2           | 213    | 15     |        |

## Palmarès

### Club

#### Competizioni statali
- Campionato Cearense: 1

Ceará: 2025